# Maria Gażycz
Maria Gażycz z domu Nowina-Chrzanowska, ur. 20 marca 1860 w majątku Wiszera, gubernia kurska,  zm. 13 września 1935 w Grodnie) – polska malarka działająca na terenie Francji, Polski i Włoch od 1906 zakonnica zakonu SS. Nazaretanek.

## Życiorys
Była córką inżyniera Tadeusza Nowiny-Chrzanowskiego. Zgodnie z wolą matki była wychowana w prawosławiu. Studiowała rysunek w latach 1874–1878 u Wojciecha Gersona w Warszawie i malarstwo w Monachium. 
W roku 1878 wystawiała swoje obrazy w warszawskiej "Zachęcie".  
W roku 1878 wyszła za mąż za Konstantego Gażycza (1848–1900), ich syn zmarł w dzieciństwie. 
W latach 1891–1895 uczęszczała do paryskiej Académie Julian, studiując u Williama-Adolphe Bouguereau, Tony Roberta-Fleuryego i Jules'a Josepha Lefebvre.  
Przyjaźniła się z malarką Anną Bilińską-Bohdanowiczową, również studentką Akadémie Julian, którą poznała jeszcze w Warszawie w pracowni Wojciecha Gersona. 
W roku 1900 owdowiała i wyjechała do swojej siostry Janiny Kosińskiej do Krakowa. W roku 1901 przeszła na katolicyzm, w roku 1906 wstąpiła do klasztoru Sióstr Nazaretanek w Rzymie, złożyła pierwsze śluby zakonne w roku 1908, wieczyste w roku 1912. Od tego czasu swoje obrazy podpisywała "Siostra Pawła z Nazaretu".
W latach 1908–1919 była przełożoną klasztoru Sióstr Nazaretanek pod wezwaniem Zwiastowania Najświętszej Maryi Panny w Grodnie, w latach 1923–1928 mistrzynią nowicjatu w Albano i w latach 1928–1932 przełożoną tego klasztoru. 
Ostatnie lata życia spędziła w Ģrodnie. Zmarła w 1935.

## Galeria

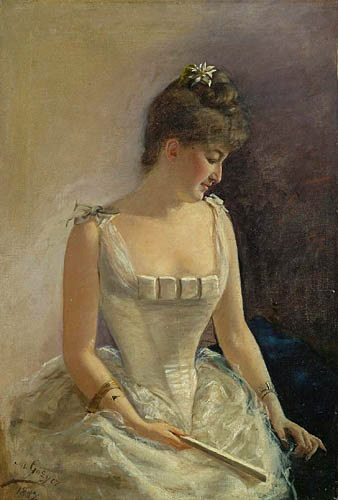
Dama w stroju balowym 1897
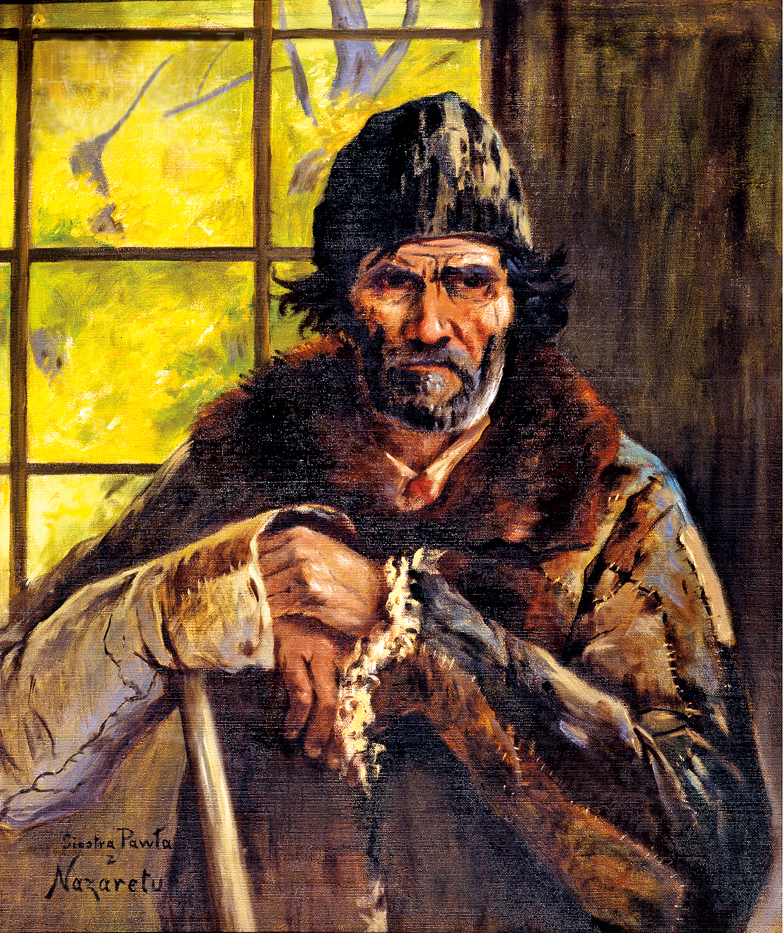
Wieśniak
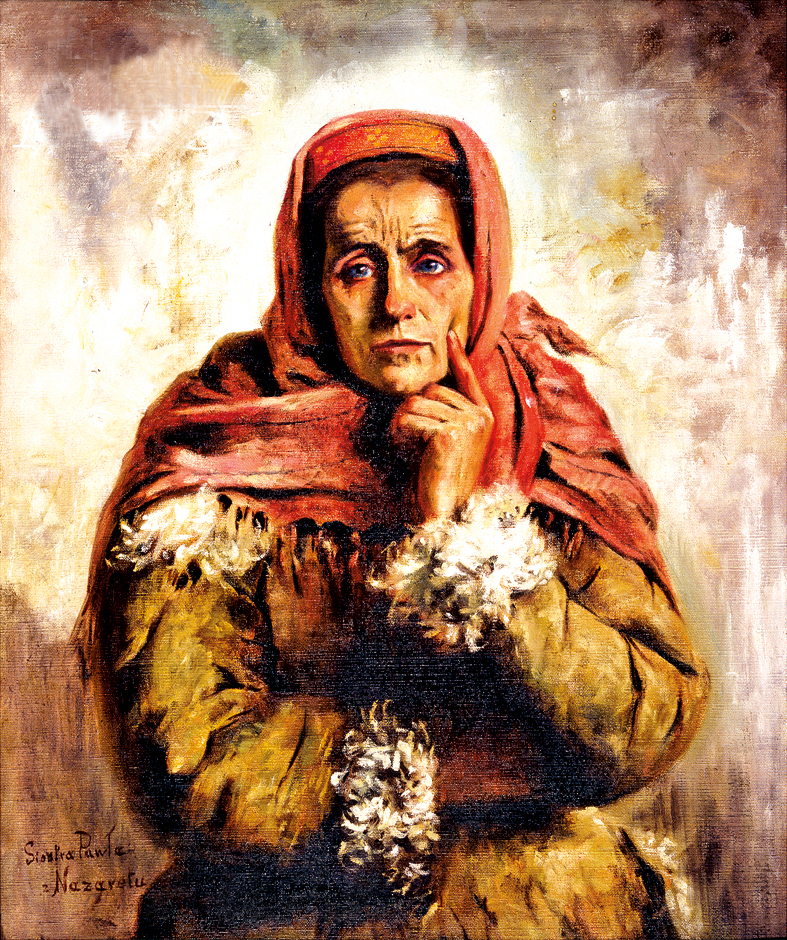
Wieśniaczka
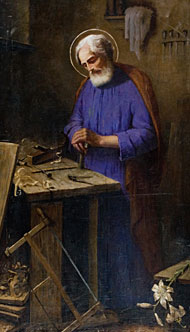
Św. Józef